# Faimes
Faimes (wa. Faime) – miejscowość i gmina (commune) w Belgii, w Regionie Walońskim, w prowincji Liège, w okręgu Waremme. 1 stycznia 2024 roku liczyła 4128 mieszkańców.

## Podział administracyjny
W skład gminy wchodzi pięć dzielnic (section):
- Aineffe
- Borlez
- Celles
- Les Waleffes
- Viemme